# 포틀랜드 프로젝트
포틀랜드 프로젝트(Portland Project)는 크로스 플랫폼 API를 설계하고 ISV(독립 소프트웨어 공급업체)에 라이브러리로 구현을 제공함으로써 데스크톱 환경과 커널 간의 애플리케이션 소프트웨어 이식성을 용이하게 하는 것을 목표로 하는 freedesktop.org의 이니셔티브 프로젝트이다.
이 프로젝트는 데스크탑 시장에서 리눅스 및 X 윈도 시스템을 기반으로 하는 기타 유닉스 계열 운영 체제의 더 큰 발판을 마련하기 위해 수행되었다. 가정이나 사무실에서 데스크탑 컴퓨터를 위한 운영 체제로 리눅스(Linux) 배포판의 채택률을 저해하는 것으로 여겨지는 여러 부정적인 핵심 요소들을 해결하는 것을 목표로 하고 있다.
탱고 데스크탑 프로젝트가 사용자에게 보다 통합된 그래픽 경험을 제공하기 위해 시작된 반면, 포틀랜드 프로젝트는 ISV를 위해 리눅스로의 데스크탑 애플리케이션 이식을 용이하게 하기 위한 것이 주요 사안이다. 프로젝트 목표는 소프트웨어 개발자가 배포판에서 사용하는 데스크톱 환경에 대해 덜 소모적이게 할 수 있도록 하는 사전의 기반 프레임워크를 제공하며  특정 영역에서 마이크로소프트 윈도우 및 맥 OS X와 공통 기반을 형성하고 유지하는 것이다.

## 역사
2006년에 이 프로젝트는 데스크탑 환경을 위한 공통 인터페이스 세트인 포틀랜드(Portland) 1.0으로 잘 알려진 xdg-utils(Cross Desktop Group Utilities)을 개발 및 출시했다. 인터페이스의 핵심 부분은 파일 유형과 관련된 아이콘 및 프로그램에 대한 공통 MIME 유형 데이터베이스 구현이다.
프로젝트에는 GNOME의 알렉스 그레이블리(Alex Graveley)와 KDE의 조지 스타이코스(George Staikos)를 위시화는 두 명의 태스크포스 리더를 포함하는 구성으로 출발하였다. 이들은 ISV들의 통합 가능성으로부터 피드백을 얻고 구현 초안을 만들 수있는 커뮤니티와 협력한다.

## 이름
오리건주 포틀랜드에서 열린 초기 포틀랜드 프로젝트 회의는 오픈 소스 개발 연구소(리눅스 재단의 전신)의 후원을 받았다. 초기 회의가 시작될 때 노벨의 냇 프리드먼(Nat Friedman)은 "자, 우리가 여기 포틀랜드에 있습니다... 포틀랜드 프로젝트라는 이름은 어떻습니까?"라며 프로젝트 이름을 제시했었다.
Nat Friedman of Novell came up with the project name: "well, we are here in Portland... how about the Portland Project?"

## 같이 보기
- HPLIP